# Comuna Mohnate, Turka
Mohnate (în ucraineană Мохнате) este o comună în raionul Turka, regiunea Liov, Ucraina, formată din satele Matkiv și Mohnate (reședința).

## Demografie
Componența lingvistică a comunei Mohnate
     Ucraineană (99,61%)
     Alte limbi (0,26%)
Conform recensământului din 2001, majoritatea populației comunei Mohnate era vorbitoare de ucraineană (99,61%), existând în minoritate și vorbitori de alte limbi.